# 맨발의 사랑
《맨발의 사랑》은 2006년 7월 31일부터 같은 해 12월 2일까지 방영되었던 SBS 아침연속극이었다.

## 등장 인물
- 전혜진(강다연)
- 임호(황진석)
- 오유나(이화영)
- 박준혁(박주완)
- 이영후(황회장)
- 박정수(양여사)
- 윤철형(윤상철)
- 김애경(김문자)
- 박현숙(황진희)
- 김효진(나분님)
- 이영하(문대복)
- 이정수(윤재현)
- 이예림(예림)
- 설지윤(경아)

## 참고 사항
- 문대복 역의 이영하는 드라마 제작 비용 문제 때문에 하차하였으며 극중 외국으로 출국하는 것으로 처리되었다.[1]